# Strangalia brachialis
Strangalia brachialis là một loài bọ cánh cứng trong họ Cerambycidae.